# Čang Kchaj-lin

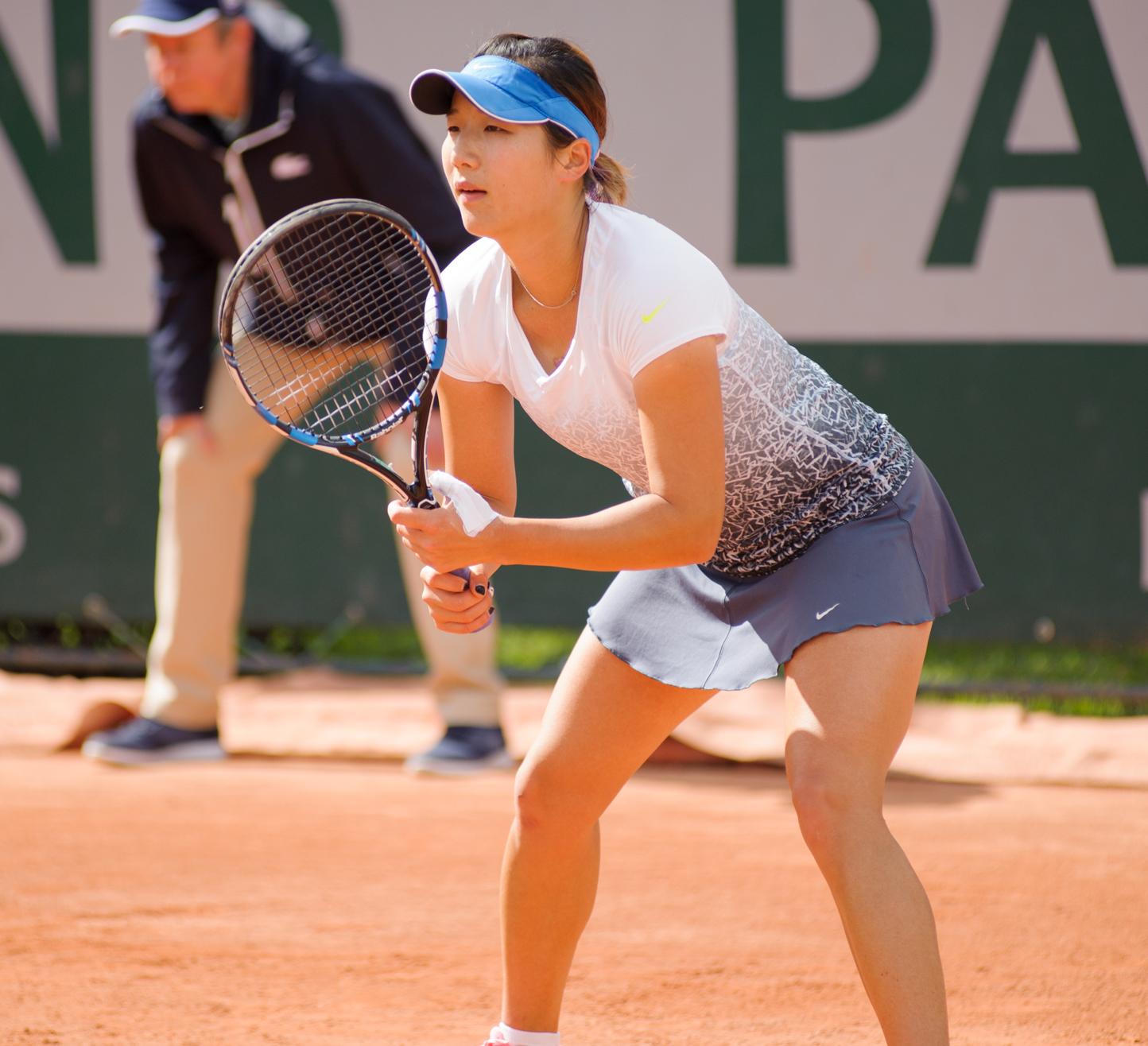
Příjem v kvalifikaci French Open 2015

Čang Kchaj-lin, čínsky pchin-jinem Zhāng Kǎilín, znaky tradiční 张恺琳, (* 28. ledna 1990 Wu-chan) je čínská profesionální tenistka. Ve své dosavadní kariéře na okruhu WTA Tour nevyhrála žádný turnaj, ovšem jednu deblovou trofej si připsala v sérii WTA 125 z čínského Ta-lienu. V rámci okruhu ITF získala do března 2017 pět titulů ve dvouhře a patnáct ve čtyřhře.
Na žebříčku WTA byla ve dvouhře nejvýše klasifikována v září 2016 na 103. místě a ve čtyřhře pak v červnu téhož roku na 85. místě. Trénuje ji Peyre Guillaum.
V čínském fedcupovém týmu debutovala v roce 2017 základním blokem 1. skupiny asijsko-oceánské zóny proti Filipínám, v němž vyhrála dvouhru nad Patrimoniovou a v páru s Jang Čao-süan také čtyřhru. Číňanky zvítězily 3:0 na zápasy. Do dubna 2017 v soutěži nastoupila k třem mezistátním utkáním s bilancí 2–1 ve dvouhře a 2–0 ve čtyřhře.

## Tenisová kariéra
V rámci hlavních soutěží událostí okruhu ITF debutovala v červnu 2008, když na turnaji v japonské Sutamě s dotací 10 tisíc dolarů postoupila z kvalifikace. V úvodním kole podlehla Japonce Kei Sekinové. Premiérový singlový titul v této úrovni tenisu vybojovala na šenčenské události s rozpočtem deset tisíc dolarů. Ve finále přehrála krajanku Tchien Žan po třísetovém průběhu. V květnu 2016 přidala pátou trofej a první z turnaje s maximální dotací sto tisíc dolarů z čínského An-ningu, kde ji ve třetí sadě finálového duelu skrečovala Pcheng Šuaj.
V singlu okruhu WTA Tour debutovala kvalifikačním turnajem říjnového China Open 2010, do něhož obdržela divokou kartu. Na úvod v něm uhrála jen dva gamy na srbskou tenistku Bojanu Jovanovskou. Hlavní soutěž si pak premiérově zahrála na zářijovém Hong Kong Tennis Open 2014, kde prošla kvalifikačním sítem. Na úvod singlové soutěže hladce přehrála Francouzku Pauline Parmentierovou, aby následně skončila na raketě turnajové pětky Čeng Ťie. O týden později se na asijské túře probojovala do prvního kariérního čtvrtfinále, když na kantonském Guangzhou International Women's Open 2014 vyřadila sedmou nasazenou Slovenku Janu Čepelovou i Američanku Alison Riskeovou. Mezi poslední osmičkou podlehla krajance Wang Ja-fan.
Premiérový titul v sérii WTA 125 vybojovala v ženské čtyřhře Dalian Women's Tennis Open 2015 v čínském Ta-lienu, když ve finále s krajankou Čeng Saj-saj porazily tchajwansko-chorvatskou dvojici Čan Ťin-wej a Darija Juraková ve dvou setech.
Debut v nejvyšší grandslamové kategorie zaznamenala v kvalifikaci ženského singlu Australian Open 2015. V úvodním kole však nenašla recept na Ukrajinku Marynu Zanevskou.

## Finále na okruhu WTA Tour

### Série WTA 125
| Legenda                  |
| ------------------------ |
| D – dvouhra; Č – čtyřhra |
| WTA 125 (1–1 Č)          |

#### Čtyřhra: 2 (1–1)
| Stav       | č. | datum          | turnaj       | povrch | spoluhráčka  | soupeřky ve finále               | výsledek              |
| ---------- | -- | -------------- | ------------ | ------ | ------------ | -------------------------------- | --------------------- |
| Finalistka | 1. | 27. října 2014 | Ning-po, ČLR | tvrdý  | Chan Sin-jün | Arina Rodionovová Olga Savčuková | 6–4, 6–7(2–7), [6–10] |
| Vítězka    | 1. | 13. září 2015  | Ta-lien, ČLR | tvrdý  | Čeng Saj-saj | Čan Ťin-wej Darija Juraková      | 6–3, 6–4              |

## Finále na okruhu ITF
| Dotace turnajů okruhu ITF | Dotace turnajů okruhu ITF |
| ------------------------- | ------------------------- |
| 100 000 $ tournaments     | 80 000 $ tournaments      |
| 75 000 $ tournaments      | 60 000 $ tournaments      |
| 50 000 $ tournaments      | 25 000 $ tournaments      |
| 15 000 $ tournaments      | 10 000 $ tournaments      |

### Dvouhra: 10 (5–5)
| Stav       | č. | datum            | turnaj             | povrch | soupeřka ve finále    | výsledek           |
| ---------- | -- | ---------------- | ------------------ | ------ | --------------------- | ------------------ |
| Finalistka | 1. | 6. června 2011   | Jakarta, Indonésie | tvrdý  | Aju Fani Damajantiová | 4–6, 3–6           |
| Finalistka | 2. | 2. července 2012 | Chu-ču, ČLR        | antuka | Liou Čchang           | 3–6, 4–6           |
| Vítězka    | 1. | 10. března 2014  | Šen-čen, ČLR       | tvrdý  | Tchien Žan            | 6–0, 5–7, 6–1      |
| Finalistka | 3. | 17. března 2014  | Šen-čen, ČLR       | tvrdý  | Tchang Chao-čchen     | 3–6, 2–6           |
| Vítězka    | 2. | 26. května 2014  | Čeng-čou, ČLR      | tvrdý  | Sü I-fan              | 7–5, 6–4           |
| Finalistka | 4. | 5. ledna 2015    | Hongkong, ČLR      | tvrdý  | Misaki Doiová         | 3–6, 3–6           |
| Finalistka | 5. | 6. července 2015 | Bangkok, Thajsko   | tvrdý  | Wang Čchiang          | 2–6, 4–6           |
| Vítězka    | 3. | 19. října 2015   | Su-čou, ČLR        | tvrdý  | Tuan Jing-jing        | 1–6, 6–3, 6–4      |
| Vítězka    | 4. | 18. dubna 2016   | Nan-ning, ČLR      | tvrdý  | Liou Fang-čou         | 6–3, 6–4           |
| Vítězka    | 5. | 2. května 2016   | An-ning, ČLR       | antuka | Pcheng Šuaj           | 6–1, 0–6, 4–2skreč |

### Čtyřhra (15 titulů)
| č.  | datum             | turnaj                         | povrch | spoluhráčka   | soupeřky ve finále                           | výsledek                   |
| --- | ----------------- | ------------------------------ | ------ | ------------- | -------------------------------------------- | -------------------------- |
| 1.  | 23. května 2011   | Jakarta, Indonésie             | tvrdý  | Čeng Ťün-i    | Bella Destrianová Nadja Sjarifahová          | 6–2, 6–4                   |
| 2.  | 13. února 2012    | Antalya, Turecko               | antuka | Jang Čao-süan | Li I-chung Tchang Chao-čchen                 | 7–6(8–6), 5–7, [10–8]      |
| 3.  | 2. července 2012  | Chu-ču, ČLR                    | antuka | Li I-chung    | Tchien Žan Wang Ja-fan                       | 3–6, 6–4, [10–6]           |
| 4.  | 17. února 2014    | Nonthaburi, Thajsko            | tvrdý  | Chan Sin-jün  | Katie Boulterová Sün Fang-jing               | 6–3, 6–0                   |
| 5.  | 17. března 2014   | Šen-čen, ČLR                   | tvrdý  | Chan Sin-jün  | Čan Ťin-wej Liou Čchang                      | 6–3, 2–6, [13–11]          |
| 6.  | 24. března 2014   | Šen-čen, ČLR                   | tvrdý  | Chan Sin-jün  | Kaj Ao Wang Jen                              | 6–0, 6–3                   |
| 7.  | 21. dubna 2014    | Nan-ning, ČLR                  | tvrdý  | Chan Sin-jün  | Čang Ling Čeng Saj-saj                       | 7–6(10–8), 7–6(7–3)        |
| 8.  | 28. dubna 2014    | An-ning, ČLR                   | antuka | Chan Sin-jün  | Varatčaja Vongteančajová Čang Ling           | 6–4, 6–2                   |
| 9.  | 28. července 2014 | Wu-chan, ČLR                   | tvrdý  | Chan Sin-jün  | Miju Katová Makoto Ninomijová                | 6–4, 6–2                   |
| 10. | 25. srpna 2014    | Cukuba, Japonsko               | tvrdý  | Chan Sin-jün  | Niča Lertpitaksinčajová Peangtarn Plipuečová | 6–4, 6–4                   |
| 11. | 6. července 2015  | Bangkok, Thajsko               | tvrdý  | Chan Sin-jün  | Kanae Hisamiová Kotomi Takahatová            | 6–3, 6–4                   |
| 12. | 4. dubna 2016     | Kašiwa, Japonsko               | tvrdý  | Jang Čao-süan | Jou Siao-ti Ču Lin                           | 7–5, 2–6, [11–9]           |
| 13. | 2. května 2016    | An-ning, ČLR                   | antuka | Wang Ja-fan   | Varatčaja Vongteančajová Jang Čao-süan       | 6–7(3–7), 7–6(7–2), [10–1] |
| 14. | 30. května 2016   | Eastbourne, Spojené království | tráva  | Jang Čao-süan | Asia Muhammadová Maria Sanchezová            | 7–6(7–5), 6–1              |
| 15. | 13. června 2016   | Ilkley, Spojené království     | tráva  | Jang Čao-süan | An-Sophie Mestachová Storm Sandersová        | 6–3, 7–6(7–5)              |